# Jan Decker
Jan Decker (* 18. dubna 1962) je český politik, v 90. letech 20. století poslanec Poslanecké sněmovny Parlamentu České republiky za KDU-ČSL a komunální zastupitel.

## Biografie
Ve volbách v roce 1992 byl 1. náhradníkem do České národní rady za KDU-ČSL (volební kraj Hlavní město Praha). Od 11. listopadu 1993 nahradil JUDr. Ivanu Janů, která se stala ústavní soudkyní, a složil poslanecký slib.
Zasedal v zahraničním výboru, v němž byl zvolen místopředsedou.
Od vzniku samostatné České republiky v lednu 1993 byla ČNR transformována na Poslaneckou sněmovnu Parlamentu České republiky. Zde setrval do konce funkčního období parlamentu, tedy do 6. června 1996.
V komunálních volbách v roce 1994 byl zvolen do zastupitelstva MČ Praha-Řepy za KDU-ČSL. V tomto volebním období vykonával funkci neuvolněného radního pro majetek. Mandát obhájil v komunálních volbách v roce 1998.
V komunálních volbách v roce 2022 byl zvolen do zastupitelstva MČ Praha 6  za koalici ODS a KDU-ČSL. 